# Klaudia Walezjuszka
Klaudia Walezjuszka, Klaudia francuska (fr. Claude de France lub Claude de Valois), (ur. 13 października 1499 w Romorentin, zm. 20 lipca 1524 w Blois) – królewna francuska z dynastii Walezjuszów, księżna Bretanii od 1514 roku, królowa Francji od 1515 roku jako pierwsza żona Franciszka I.

## Tytulatura
Królewnę Klaudię w dokumentach określano mianem domina Claudia, filia Francie.
Jako dziedziczce Anny Bretońskiej przysługiwał jej po śmierci matki tytuł księżnej Bretanii (Claudia ducissa Britannie), niekiedy występujący w źródłach w formie Claudia matrona Britannica. Ponadto suo iure Klaudia była hrabiną Blois, Ast, Coucy, Montfort, Richemont, Estampes i Vertus. Niekiedy dwa tytuły książęce Klaudii występowały w dokumentach łącznie: Claudia Britannie et Mediolani Ducissa.
Z chwilą objęcia tronu Francji przez Franciszka I jego żona automatycznie stała się królową Francji (serenissima domina Claudia regina Francie), chociaż została koronowana dopiero w maju 1517 roku. Tytulatura Klaudii w wersji skróconej występowała najczęściej w formie Claudia regina Francie et ducissa Britannie lub madame Claude, reyne de France et duchesse de Bretagne.

## Życiorys

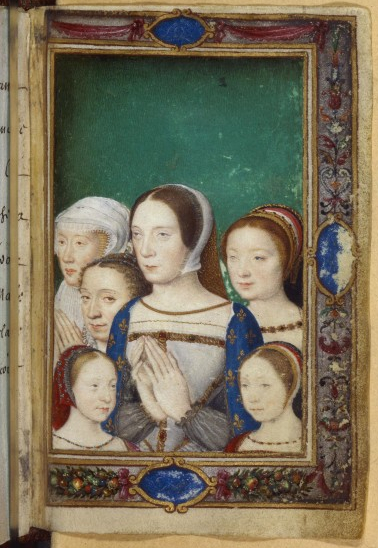
Klaudia de Valois ze swoimi córkami i ze swoją następczynią – Eleonorą (z tyłu)

Klaudia była starszą córką króla Francji Ludwika XII i jego żony, księżnej Bretanii Anny, dziedziczki księcia Franciszka II Bretońskiego. Jej matka dwukrotnie wychodziła za mąż, za każdym razem za króla Francji, jednak nie urodziła oczekiwanego następcy tronu Francji. Klaudia jako najstarsza córka Anny została dziedziczką księstwa Bretanii, ale jako kobieta nie mogła dziedziczyć tronu Francji. Anna dążyła do utrzymania niezależności Bretanii i w 1504 obiecała rękę Klaudii arcyksięciu Karolowi Habsburgowi, który był już dziedzicem Burgundii. Te działania Anny nie zyskały aprobaty Francuzów i król Ludwik XII zerwał umowę zawartą przez żonę i w 1506 zaręczył Klaudię ze swoim kuzynem Franciszkiem Walezjuszem, który był dziedzicem korony francuskiej. Anna Bretońska sprzeciwiała się temu małżeństwu aż do swojej śmierci w 1514. Po śmierci matki Klaudia została księżną Bretanii, a jej ślub z Franciszkiem odbył się 18 maja 1514.
Kiedy w 1515 Franciszek został królem, wśród swoich dwórek Klaudia miała dwie siostry z Anglii – Marię i Annę Boleyn. Maria zanim wróciła do domu w 1519, została kochanką króla. Anna służyła Klaudii jako tłumaczka podczas oficjalnych wizyt Anglików na francuskim dworze (np. w 1520). Anna Boleyn zaprzyjaźniła się z młodszą siostrą Klaudii – Renatą Walezjuszką, a do Anglii wróciła w 1521. Po śmierci Klaudii jej mąż ożenił się z Eleonorą Austriacką – siostrą cesarza Karola V Habsburga (niedoszłego narzeczonego Klaudii). Miał jednak wiele kochanek i podobno przyczyną jego śmierci w 1547, była kiła.

## Rodzina
18 maja 1514, w Saint-Germain-en-Laye Klaudia poślubiła przyszłego króla Francji Franciszka I (12 września 1494 – 31 marca 1547), syna Karola, hrabiego d’Angoulême, i Ludwiki, córki Filipa II, księcia Sabaudii. Franciszek i Klaudia mieli razem trzech synów i cztery córki:
- Ludwika (19 sierpnia 1515 – 21 września 1517)
- Karolina (23 października 1516 – 8 września 1524)
- Franciszek III (28 lutego 1518 – 10 sierpnia 1536), delfin Francji i książę Bretanii
- Henryk II (31 marca 1519 – 10 lipca 1559), król Francji
- Magdalena (10 sierpnia 1520 – 2 lipca 1537), żona Jakuba V Stewarta, króla Szkocji
- Karol (22 stycznia 1522 – 9 września 1545), książę Orleanu
- Małgorzata de Valois (5 czerwca 1523 – 14 września 1574), księżna de Berry, żona Emanuela Filiberta, księcia Sabaudii

## Ciekawostka
Od tytułu i imienia królowej Klaudii (La Reine Claude) pochodzi nazwa odmiany śliwy domowej – renkloda. Śliwa ta została sprowadzona do Francji w czasach królowej i tak nazwana na jej cześć.